# 通貨安競争

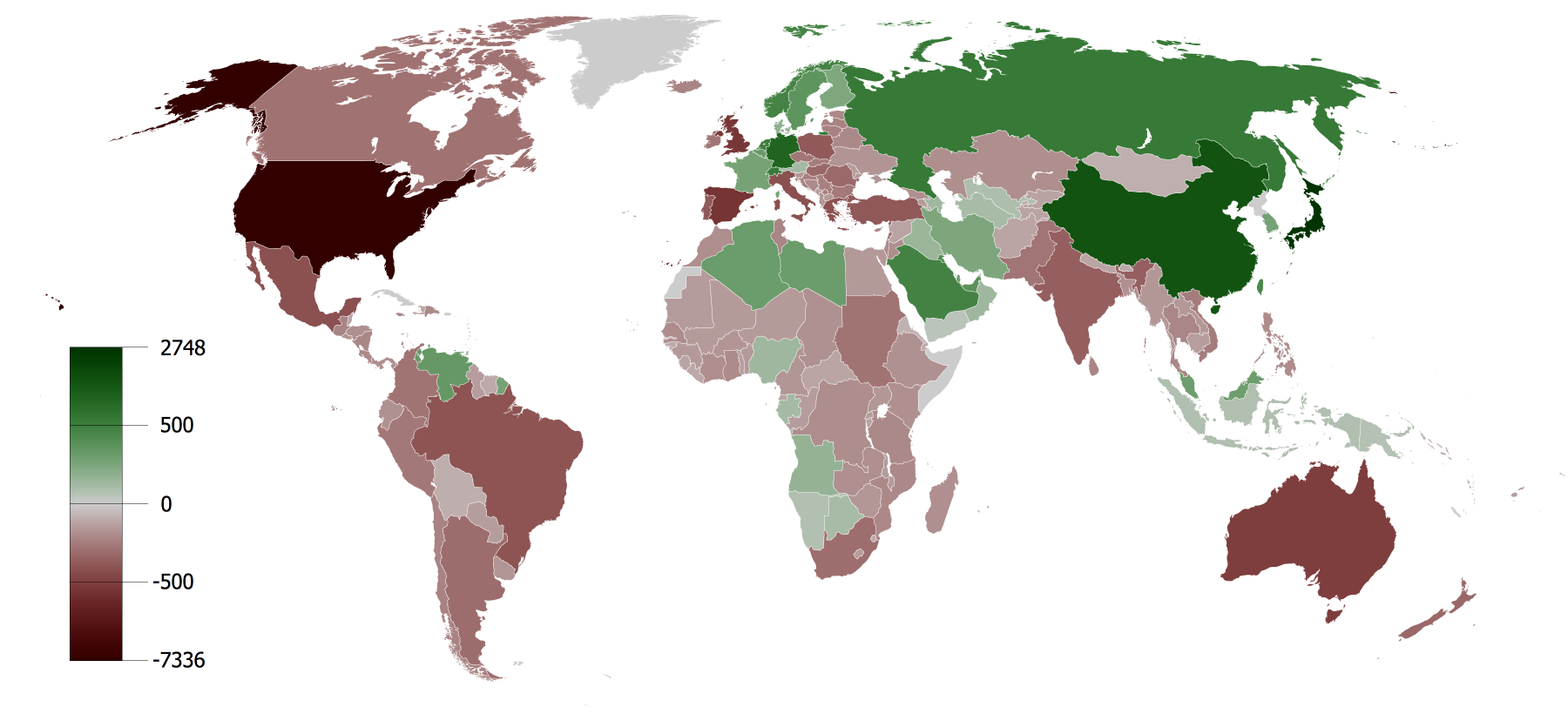
IMF資料による、各国の累積経常収支 バランス（1980-2008年、US$ Billions）。

通貨安競争（つうかやすきょうそう、英: competitive devaluation, currency war）とは各国が、労働力などの自国通貨建て生産要素の価格を相対的に引き下げることによって失業率低下・資源稼働率上昇を図るため、自国通貨安に誘導することである。

## 概要
通常、自国通貨の為替レートを切り下げることで自国の貿易収支黒字を伸ばすことが期待できる。ここで、貿易をおこなうA国とB国を考える。そして、A国が自国の貿易を有利にする目的で為替レートの切り下げを行ったとする。すると、A国は輸出増加と輸入減少によって景気が良くなり、A国の貿易相手国であるB国は輸入増加と輸出減少によって景気が悪化する。このA国の為替介入政策は、近隣窮乏化政策となり、B国の経済状況を悪化させる。すると、B国は報復的な自国通貨の切り下げを行い、それを受けたA国はさらに自国通貨の為替切り下げを図る。結果的に、為替レートの切り下げ競争が起こる。このような状況では国際的に為替レートが不安定となり、不安定な為替レートは貿易においては大きなマイナス要因となるため、A国およびB国の自由な貿易を阻害することになる。これを通貨安競争という。自国通貨の為替レートを、自国の貿易を有利にする目的で切り下げることは近隣窮乏化政策と呼ばれるが、このような為替操作はIMFにおいて禁止されている。

## 2009年以降の通貨安競争

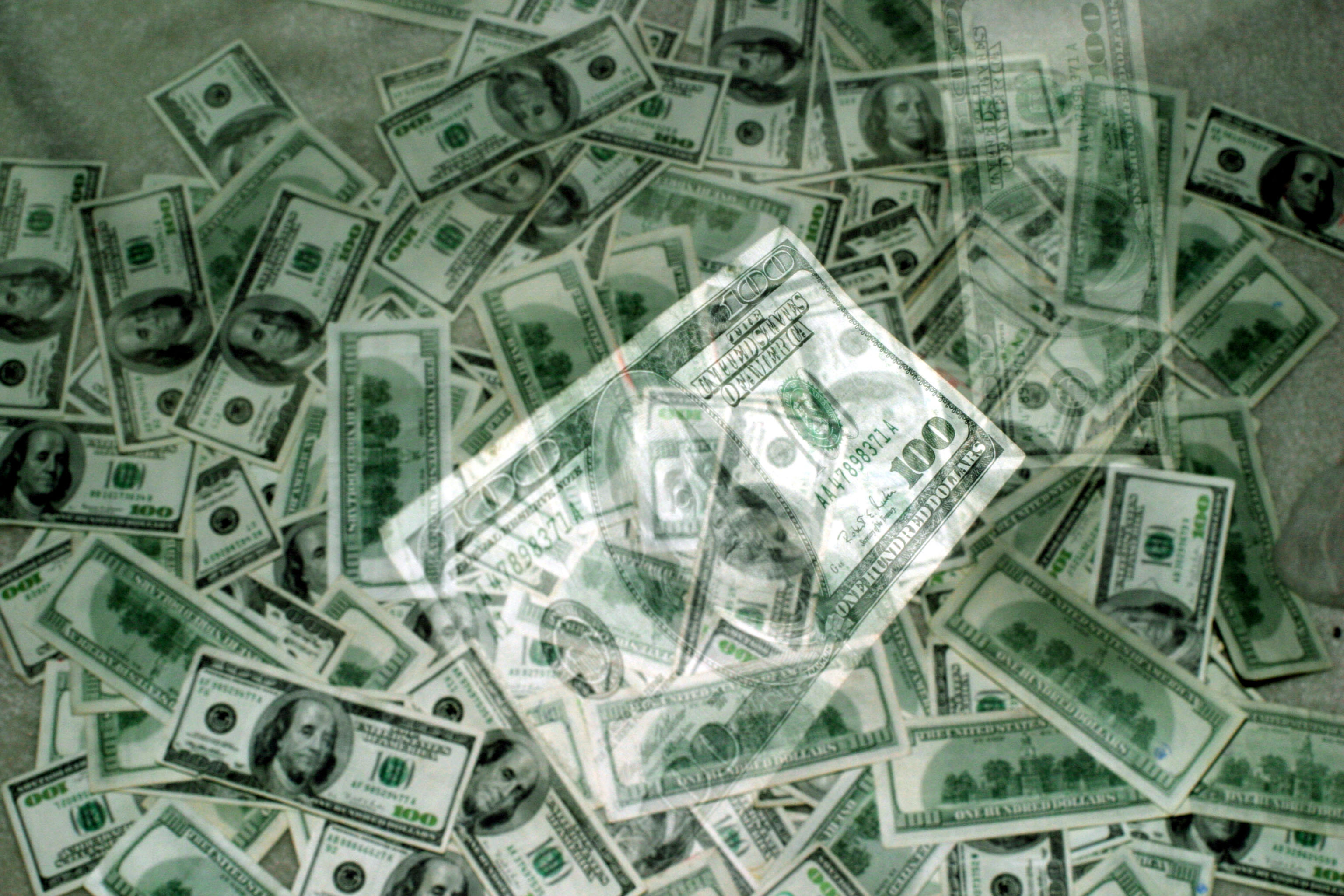
世界の主要な準備通貨として、アメリカドルは2010-2011年の通貨安競争勃発の中心的存在だった。

2009年、世界貿易量の約12%減という事態に象徴されるような深刻な経済沈滞に伴い、2009年までに通貨安競争の条件のうちいくつかは満たされていた。当時、先進国の間で、先進国の赤字の大きさが広く不安視されていた。先進国経済は、輸出主導の経済成長を最適な戦略とみなす中で、ますます新興国経済との関係を深めることとなった。国際協調が2009年のロンドンG20サミット(第2回20か国・地域首脳会合)によってピークに達する以前に、2009年3月には経済学者であるTed Trumanは競争的な為替切り下げの懸念を警告した最初期の人物のひとりとなった。彼はまた、"competitive non-appreciation (競争的非増価)"という言葉を作った人物でもある。2010年9月27日には、ブラジルのマンテガ財務大臣も「世界は国際的な通貨安競争の真っただ中にある」と述べた。
数々の金融系ジャーナリストがマンテガの見解に賛同しており、例えば「フィナンシャルタイムズ」のAlan Beattie や「The Telegraph's」のAmbrose Evans-Pritchardが挙げられる。ジャーナリストはマンテガの見解をさまざまな国によってなされる、為替レート切り下げを意図した介入と結びつけた。このような介入を行っている国として、中国、日本、コロンビア、イスラエル、スイスなどが挙げられる。
CFA Instituteのジェームズ・リカーズは2010年以降、アメリカを発端として通貨安競争が発生し、2014年現在まで続いているとしている。2010年にはジョセフ・E・スティグリッツは、欧州やアメリカの欧州中央銀行（ECB）、連邦準備理事会（FRB）の金融緩和政策が世界経済に過剰流動性をもたらし、為替レートを不安定な状態に陥れているとしており、周辺国のブラジルや日本などの国々が打ち出した自国通貨高抑制の動きについて一定の理解を示す発言をしたものの、追加の金融刺激策は世界の需要不足によって生じた問題を解決できないのは明らかと指摘している。2013年にモスクワで開かれたG20財務相・中央銀行総裁会議において採択された共同声明においては、「通貨の競争的な切り下げを回避する」と明記され、通貨安競争を避ける方針で一致した。
2014年10月11日、アメリカのジェイコブ・ルー財務長官は、国際通貨金融委員会（IMFC）に対する声明を発表し、為替相場について通貨安競争を回避するとしたG7声明などの順守を強調した。2014年10月、ワシントンで開かれたG20財務相・中央銀行総裁会議では、ジェイコブ・ルーが通貨安競争をけん制する一方で、日本の日銀総裁や欧州諸国は自国通貨安による経済へのプラス面を強調し、認識にややずれがみられた。このような通貨安競争についてジェームズ・リカーズは、2012年時点で、通貨戦争が一過性のものではなく本格化していくと予想しており、ドル減価で世界が終わりなき通貨戦争へと至るとしている。
2018年に起きた米中貿易戦争では2019年8月に中国の人民元が2008年以来11年ぶりに対ドルで7元台まで下落したことを受けて26年ぶりの為替操作国認定が行われるなど通貨戦争が懸念されたが、2020年1月に米中が署名した経済貿易協定でG20のコミットメントを確認したことで通貨摩擦は休戦状態となった。

### 日本の金融政策・通貨安政策について
このように2010年以降の通貨安競争の悪化に対する懸念が示される一方で、通貨安政策に関して一定の理解を示すものもいる。例えば、日本は通貨安政策を行っていることが指摘されるが、2013年4月17日、カナダ中央銀行のマーク・カーニー総裁は日本の金融政策について「モスクワG20声明と完全に整合しており、国内目標に照準を定めている」という趣旨の発言をし、アメリカのジェイコブ・ルー財務長官は、「日本が国内向けの政策ツールを用いて内需拡大を目標としている限り、G7が数週間前にモスクワ会合で合意した内容に沿っている」と発言した。
逆に日本の通貨安政策を非難する意見もあり、2013年6月6日、アメリカ合衆国下院の与野党議員226人は、日本を主要な為替操作国と名指しし、日本の政策は「市場を歪めている」として対応を求める連名の書簡をバラク・オバマ大統領に送った。2016年4月29日からはアメリカ財務省は中国などとともに日本を監視対象とする為替監視リストを発表している。また、オバマ大統領の後任であるアメリカのドナルド・トランプ大統領は日本が中国とともに為替操作を行っていると度々主張している。

## 1930年代の世界恐慌について
通貨安競争は1929年に始まった世界恐慌時に初めて行われたとされている。1931年から1932年にかけて、イギリスがポンドを切り下げたのをきっかけに、1936年の三国通貨協定まで多くの欧州諸国が追随して通貨を切り下げる事態となった。これにより、世界貿易は縮小し世界経済は一段と悪化したとされてきた。ただし、この通貨安競争が1930年代の景気の後退要因になったとの説は2010年現在では否定的に見られていると主張するものもいる。
岩田規久男は、1930年代に恐慌が世界に伝播したのは、各国が為替切り下げ競争を行ったからではなく、各国が自国為替レート維持のために金本位制に固執し、結果として自国の貨幣収縮を自ら招き寄せてしまったからだと主張した。
バリー・アイケングリーンとジェフリー・サックスによれば、1930年代に発生した通貨安競争は世界の貿易や経済を縮小させた直接的原因ではなく、世界的な拡張的金融政策が世界恐慌からの離脱の契機になったと分析している。1930年代の金本位制下の世界経済において、金本位制の段階的離脱を伴った為替切り下げ競争はむしろ大恐慌からの回復の契機となったことを示唆した。彼らによれば、ある国が通貨の切り下げをすると、短期的には外国はマイナスの影響を受けるが、外国も金融緩和する。すると両国ともにインフレーション率が高くなるが、両国ともに許容できるインフレ率に限界があるため際限のないインフレにはならず、金融緩和競争はいつまでも続かないという。金融緩和策を伴う為替レートの切り下げが、自国の金融緩和を通じた内需増加と、為替レート切り下げを通じた外需増加をもたらすかぎり成り立つ。ただし、これは1930年代の恐慌と為替切り下げ競争の関係について述べたものであって、為替切り下げ競争そのものを肯定しているわけではない点に注意を要する。
アイケングリーンはバリー・アーウィンとともにリーマン・ショック以降の状況についても論説「How to prevent a currency war（いかに通貨安競争を防ぐか）」を出しているためこの通貨安競争が常に良い結果をもたらすと主張しているわけではない。
アイケングリーンやベン・バーナンキらより一世代前の大恐慌研究家に当たるチャールズ・キンドルバーガーは、通貨切り下げ競争はデフレの原因であったとしていた。これは当時の国家間の「非対称性」という個別事情に起因するもので、1926年には英ポンド高仏フラン安が生じ、金塊がイギリスからフランスに移動したが、その結果これまで対外貸し出しに積極的だったイギリスは貸し出しを抑制し、一方で対外貸し出しを嫌っていたフランスは貸し出しを増加しなかった。そこでフランの切り下げはこの非対称性のもとでデフレ効果を生んだとする。

### アイケングリーンとジェフリー・サックスの議論(1985, 1986)が現代でも成立するか？
上で述べられているように、1930年代に関しては、アイケングリーンとサックスによる論文(1985,1986)において過去のデータや2カ国におけるマンデルフレミングモデルを用い、1930年代における金融政策および為替政策の国内・国外への影響が分析された。この時代に関しては、金本位制を放棄して、自国通貨を切り下げ、国内の貨幣供給量を拡大した国は、そうでない国より早く不況から脱したことが示されている。しかし、アイケングリーン(2013)は「1930年代半ばまで金本位性が取られていた当時の世界経済と、2013年現在の世界経済は状況が異なるため、この議論を2013年現在の経済にそのまま適用することはできない」としている。